# 29198 Weathers
29198 Weathers è un asteroide della fascia principale. Scoperto nel 1991, presenta un'orbita caratterizzata da un semiasse maggiore pari a 2,5995166 UA e da un'eccentricità di 0,1007874, inclinata di 16,59254° rispetto all'eclittica.